# Waldemar Kosiński
Waldemar Kosiński (Płońsk, 17 de marzo de 1975) es un deportista polaco que compitió en halterofilia.
Ganó una medalla de bronce en el Campeonato Mundial de Halterofilia de 1997 y seis medallas en el Campeonato Europeo de Halterofilia entre los años 1988 y 1996. Participó en los Juegos Olímpicos de Seúl 1988, ocupando el sexto lugar en la categoría de 75 kg.

## Palmarés internacional
| Campeonato Mundial | Campeonato Mundial     | Campeonato Mundial | Campeonato Mundial |
| Año                | Lugar                  | Medalla            | Categoría          |
| ------------------ | ---------------------- | ------------------ | ------------------ |
| 1997               | Chiang Mai (Tailandia) | Medalla de bronce  | 76 kg              |
| Campeonato Europeo |                        |                    |                    |
| Año                | Lugar                  | Medalla            | Categoría          |
| 1988               | Cardiff (Reino Unido)  | Medalla de bronce  | 75 kg              |
| 1989               | Atenas (Grecia)        | Medalla de bronce  | 75 kg              |
| 1990               | Ålborg (Dinamarca)     | Medalla de plata   | 75 kg              |
| 1993               | Sofía (Bulgaria)       | Medalla de plata   | 70 kg              |
| 1995               | Varsovia (Polonia)     | Medalla de plata   | 70 kg              |
| 1996               | Stavanger (Polonia)    | Medalla de oro     | 76 kg              |